# Garaeus mactans
Garaeus mactans är en fjärilsart som beskrevs av Butler 1879. Garaeus mactans ingår i släktet Garaeus och familjen mätare. Inga underarter finns listade i Catalogue of Life.